# Землетрясение на Крите
Землетрясение на острове Крит — сильное землетрясение магнитудой 6,2, которое произошло 1 апреля 2011 года в 16 часов 29 минут местного времени. Эпицентр землетрясения находился в 127 км к северу-востоку от Ираклиона, а гипоцентр залегал на глубине 78 километров в Средиземном море. Отголоски землетрясения чувствовались даже в Египте, на Мальте, в Израиле
Первый повторный подземный толчок магнитудой 3,7 произошел спустя 7 минут. Его эпицентр находился в 132 км к востоку от Ираклиона, располагаясь на глубине 20 км.

## Происхождение
Согласно заявлению профессора сейсмологии и директора Афинского Института Геодинамики, землетрясение в Японии, вероятно, приблизило сегодняшнее землетрясение, добавив, что 3 года назад было зарегистрировано землетрясение в этом регионе навроде сегодняшнего и то, что причина того, что подземные толчки ощущались на таких расстояниях, заключается в глубоком нахождении гипоцентра землетрясения.

## Жертвы, пострадавшие
Местные СМИ сообщают, что некоторые дома на островах Касос, Карпатос и Родос получили незначительные повреждения